# Кристенсен, Магнус
Магнус Кристенсен (дат. Magnus Christensen; 20 августа 1997 года, Дания) — датский футболист, играющий на позиции полузащитника. Ныне выступает за футбольный клуб «Хёугесунн».

## Клубная карьера
Магнус является воспитанником «Ольборга». С 2016 года — игрок основной команды. 24 июля 2016 года дебютировал в датском чемпионате в поединке против «Раннерса», выйдя на замену на 70-й минуте вместо Каспера Слота.
В июне 2019 года Кристенсен стал основным игроком команды и продлил контракт с Ольборгом на три года. Однако в сезоне 2020/21 он потерял место в основном составе и в октябре 2020 года сломал руку в игре за резервную команду. В ноябре 2020 года Кристенсен заявил датской газете Nordjyske Stiftstidende о своем желании покинуть Ольборг, так как провел всего одну минуту на поле с начала сезона по ноябрь. В январе 2021 года ходили слухи о его возможном переходе в Рандерс, однако в конце концов он решил остаться в Ольборге после прихода нового менеджера, в конце января 2021 года. После 149 игр за Ольборг, Кристенсен покинул клуб, поскольку контракт с ним не продлили.
11 июля 2022 года норвежский клуб Хёугесунн подтвердил, что Кристенсен на правах свободного агента подписал контракт до июня 2025 года.

## Карьера в сборной
Вызывался в юношескую сборную Дании до 19 лет. Принимал участие в квалификационном отборочном раунде к чемпионату Европы 2016 среди юношей до 19 лет, однако в финальный раунд вместе с командой не пробился.